# Hiroshi Tanahashi
Hiroshi Tanahashi (棚橋 弘至?, Tanahashi Hiroshi; Ōgaki, 13 novembre 1976) è un wrestler giapponese sotto contratto con la New Japan Pro-Wrestling.

## Carriera
Ha debuttato il 10 ottobre 1999 per la NJPW ed è sempre stato fedele alla federazione d'origine, nella quale, nel giro di pochi anni, si è imposto come un favorito dei tifosi. Le ragioni del suo rapido successo sono state, oltre alla sua bravura sul ring (workrate) e il suo carisma, anche la sua avvenenza fisica e il suo modo di presentarsi, in linea con le mode giovanili giapponesi.
Rientrato da un infortunio nel 2005, l'anno successivo si è consacrato lottatore di punta della federazione conquistando il suo primo IWGP Heavyweight Championship. Da allora è sempre stato nel giro del titolo, finendo per vincerlo ulteriori sei volte.
Assieme a Kazuchika Okada e Shinsuke Nakamura è il volto simbolo della NJPW e uno dei volti più riconoscibili del puroresu in generale, tanto da essere stato scelto per rappresentare la propria federazione all'estero tanto nella Consejo Mundial de Lucha Libre (CMLL) quanto nella Total Nonstop Action Wrestling (TNA).
Complessivamente nella NJPW ha vinto otto IWGP Heavyweight Championship, due IWGP Intercontinental Championship, due IWGP Tag Team Championship e due IWGP U-30 Championship. Detiene inoltre il record per il maggior numero di regni con l'IWGP Heavyweight Championship, mentre il suo quinto regno detiene il record del maggior numero di difese titolate (undici).
Ha inoltre vinto numerosi tornei quali il G1 Climax (nel 2007, 2015 e 2018), la New Japan Cup (2014) e altri ancora, tra cui il G2 U-30 Climax (2003), l'IWGP Heavyweight Title Tournament (2007), l'IWGP U-30 Openweight Championship League (2005) e l'U-30 One Night Tag Tournament (2004) con Taiji Ishimori.
Tra gli altri titoli nel CMLL ha vinto un CMLL World Tag Team Championship con Jushin Thunder Liger e un CMLL World Trios Championship con Okumura e Taichi, oltre al torneo CMLL Universal Championship (2013), mentre nella Pro Wrestling Noah (NOAH) ha conquistato l'GHC Tag Team Championship con Yūji Nagata, giungendo a un totale di quindici titoli e nove tornei vinti.
Tanahashi è stato anche elogiato dalla stampa specializzata, ricevendo numerosi riconoscimenti da riviste statunitensi e giapponesi quali il Wrestling Observer Newsletter e il Tokyo Sports.

## Personaggio

### Mosse finali

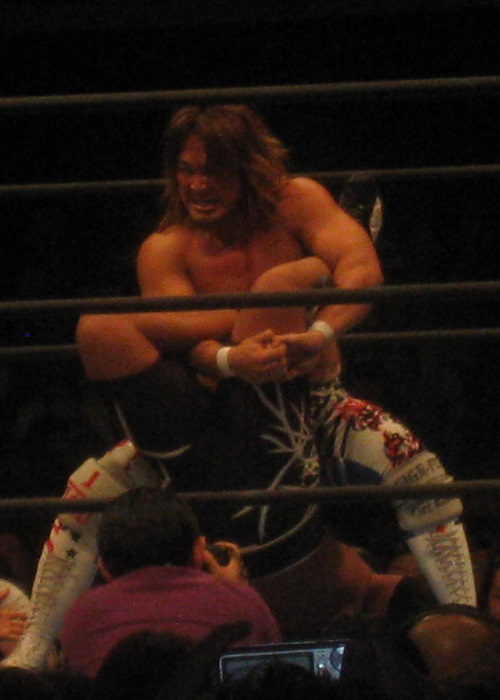
Tanahashi applica una cloverleaf su Tomohiro Ishii

- High Fly Flow (Frog splash)[1][2]
- Texas cloverleaf[1][2]

### Soprannomi
- "100 Nen ni 1-ri no Itsuzai" (giapponese per "Talento che nasce uno ogni secolo")[5]
- "Ace of the Universe"[6]
- "High Flying Star"[4]
- "Mr. Tokyo Dome"[7]

## Titoli e riconoscimenti
- Consejo Mundial de Lucha Libre

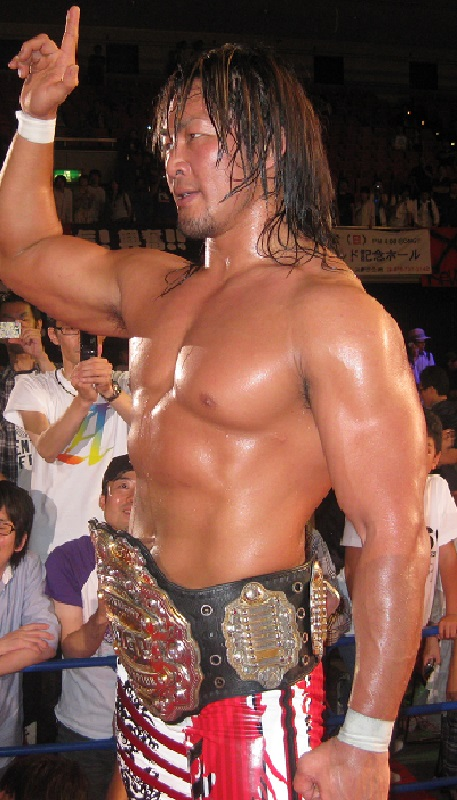
Tanahashi ha vinto l'IWGP Heavyweight Championship per un record di otto volte

  - CMLL World Tag Team Championship (1) – con Jushin Thunder Liger
  - CMLL World Trios Championship (1) – con Okumura e Taichi
  - CMLL Universal Championship (2013)
- New Japan Pro-Wrestling
  - IWGP Heavyweight Championship (8)
  - NEVER Openweight 6-Man Tag Team Championship (4) – con Manabu Nakanishi e Ryusuke Taguchi (1), Kazuchika Okada e Tomohiro Ishii (1), Michael Elgin e Yoshitatsu (1) e Ricochet e Ryusuke Taguchi (1)
  - IWGP United States Championship (3)
  - IWGP Tag Team Championship (3) – con Kōta Ibushi (1), Shinsuke Nakamura (1) e Yukata Yoshie (1)
  - IWGP Intercontinental Championship (2)
  - IWGP U-30 Openweight Championship (2)
  - NEVER Openweight Championship (1)
  - NJPW World Television Championship (1)
  - 4° IWGP Triple Crown Champion
  - G1 Climax (2007, 2015, 2018)
  - G2 U-30 Climax (2003)
  - New Japan Cup (2005, 2008)
  - IWGP Heavyweight Title Tournament (2007)
  - IWGP U-30 Openweight Championship League (2005)
  - U-30 One Night Tag Tournament (2004) – con Taiji Ishimori
  - Heavyweight Tag MVP Award (2005) con Shinsuke Nakamura
  - New Wave Award (2002)
  - Singles Best Bout (2004) vs. Hiroyoshi Tenzan il 15 agosto
  - Young Lion Award (2001)

- Pro Wrestling Illustrated
  - 3º tra i 500 migliori wrestler singoli nella PWI 500 (2013)
- Pro Wrestling Noah
  - GHC Tag Team Championship (1) – con Yūji Nagata
- Tokyo Sports
  - Best Bout Award (2012) vs. Kazuchika Okada il 16 giugno
  - Fighting Spirit Award (2003, 2006)
  - MVP Award (2009, 2011, 2014)
  - Performance Award (2007)
- Wrestling Observer Newsletter
  - 5 Star Match (2012) vs. Minoru Suzuki l'8 ottobre
  - 5 Star Match (2013) vs. Kazuchika Okada il 7 aprile
  - 5 Star Match (2013) vs. Kazuchika Okada il 14 ottobre
  - 5 Star Match (2014) vs. Katsuyori Shibata il 21 settembre
  - 5 Star Match (2015) vs. Shinsuke Nakamura il 16 agosto
  - 5 Star Match (2016) vs. Kazuchika Okada il 4 gennaio
  - Feud of the Year (2012–2013) vs. Kazuchika Okada
  - Match of the Year (2012) vs. Minoru Suzuki l'8 ottobre
  - Match of the Year (2013) vs. Kazuchika Okada il 7 aprile
  - Most Charismatic (2013)
  - Most Outstanding Wrestler (2012–2013)
  - Wrestler of the Year (2011–2013)
  - Wrestling Observer Newsletter Hall of Fame (Classe del 2013)

## Filmografia

### Videogiochi
- Yakuza 6: The Song of Life - (2016), Tanahashi